# جون فنسنت
جون فنسنت (بالإنجليزية: June Vincent)‏ هي ممثلة أمريكية، ولدت في 17 يونيو 1920 في الولايات المتحدة، وتوفيت بنفس المكان في 20 نوفمبر 2008.

## وصلات خارجية
- جون فنسنت على موقع IMDb (الإنجليزية)
- جون فنسنت على موقع أول موفي (الإنجليزية)
- جون فنسنت على موقع قاعدة بيانات الأفلام السويدية (السويدية)
- جون فنسنت على موقع قاعدة بيانات الفيلم (الإنجليزية)
- جون فنسنت على موقع كينوبويسك (الروسية)